# Ordinamento giuridico della Germania nazista
Dal 1933 al 1945, il regime nazista governò la Germania e, per un breve periodo, controllò gran parte dell’Europa. Durante questo periodo, la Germania nazista abbandonò gradualmente il sistema giuridico della Repubblica di Weimar e sviluppò un ordinamento originale. I giudici, i giuristi e gli amministratori del regime affermavano di ispirarsi all’antico diritto germanico. Il Führerprinzip costituisce la base dell'ordine costituzionale nazionalsocialista. Nel dopoguerra la legge n. 1 della Commissione alleata di controllo abrogò il sistema giuridico nazista. Questa fase della storia del diritto tedesco diede origine a importanti dibattiti filosofici sulla natura del diritto e sulla necessità di disobbedirgli.

## Storia
Nel gennaio 1933 per la prima volta Adolf Hitler fu nominato dal presidente Paul von Hindenburg, cancelliere di un governo formato da una coalizione eterogenea, espressione di diversi interessi accomunati dall'ostilità nei confronti delle forze socialiste ed operaie (la borghesia nazionalista, i latifondisti, il mondo economico, la burocrazia, l'esercito).
Il minimo comune denominatore della coalizione era liberare la politica tedesca dal marxismo e ben presto il nuovo esecutivo si contraddistinse per l'opera di scardinamento del sistema democratico e la feroce persecuzione di avversari politici e interi gruppi sociali. Perseguendo questi obiettivi, il 28 febbraio 1933 fu varato il decreto presidenziale (ai sensi dell'art. 48 della costituzione di Weimar) dal titolo Verordnung zum Schutz von Volk und Staat [Per la difesa del popolo e dello Stato], che sospese i diritti fondamentali allora in vigore, abolendo in un solo colpo la libertà personale, di opinione, stampa, riunione, associazione, il segreto postale, l'inviolabilità della proprietà e di domicilio.
Vennero le elezioni del 5 marzo 1933, nelle quali il Partito nazista risultò - grazie al clima di intimidazione e di violenza perpetrato dalle SA e dalla cosiddetta "polizia ausiliaria" - il più votato e Adolf Hitler assunse definitivamente il potere essendo nominato ancora cancelliere. Diversamente da quanto aveva fatto in Italia Benito Mussolini, Hitler riuscì in brevissimo tempo (in pratica nel biennio 1933-34) a realizzare il passaggio da una repubblica parlamentare democratica quale era il regime di Weimar a una dittatura pienamente totalitaria. La piena concentrazione del potere e la totale Gleichschaltung "sincronizzazione") delle attività federali, statali, provinciali e municipali (quindi di tutta la società tedesca) sotto il controllo assoluto dall'alto e, in definitiva, in totale obbedienza ai dettami nazisti furono, infatti, obiettivi realizzati, con decisione e largo impiego della violenza, nell'arco di pochi mesi.
Il primo passaggio del progetto fu rappresentato dal decreto dei pieni poteri del 24 marzo 1933 (Ermächtigungsgesetz), approvato dal Reichstag appena eletto, con la sola opposizione di una parte dei socialdemocratici (molti deputati di quel gruppo erano d'altra parte stati arrestati, come era successo ai membri del Partito comunista, dichiarato illegale già nel febbraio 1933, con la falsa accusa di essere responsabili dell'incendio dello stesso Parlamento, avvenuto il 27 febbraio). L'atto costituì - secondo la definizione successiva che ne diedero gli stessi giuristi nazisti - la costituzione preliminare del Reich e, di fatto, la fine della Repubblica.
Veniva adesso concesso al governo un potere legislativo illimitato, con il diritto di derogare alle disposizioni costituzionali e di intervenire in ogni campo anche con l'istituzione di una procedura legislativa semplificata.
Come ha sottolineato Franz Neumann, il governo divenne normale legislatore, mentre l'abolizione della separazione tra funzioni legislative e amministrative significò che il potere politico non era più distribuito - come in quasi tutti gli Stati moderni - tra i diversi strati della società e che le minoranze non potevano più avanzare alcuna controproposta legislativa. Il potere dello Stato non solo era unificato, ma diveniva assoluto.
Seguì una vera e propria sequenza di misure liberticide. Il governo dei Länder fu commissariato; vennero boicottate le imprese degli ebrei; la legge Gesetz zur Wiederherstellung des Berufsbeamtentums [Per la ricostituzione della classe dei pubblici impiegati di professione] sull'amministrazione pubblica escluse ebrei e oppositori del regime da tutti gli impieghi pubblici. Sempre nel 1933 furono posti fuori legge tutti i partiti e i movimenti politici, a parte quello nazista; allo stesso tempo nacque la Gestapo, la polizia politica (Geheime Staatspolizei) con licenza di operare senza le restrizioni previste per gli organi di polizia preesistenti, procedendo ad arresti preventivi privi dell'autorizzazione del giudice.

### La costruzione dello Stato totalitario
Nel 1934, dopo la morte di Hindenburg furono concentrati nella figura del Führer (Adolf Hitler) i poteri del presidente del Reich (10 agosto); poi, con il Gesetz über den Neuaufbau des Reichs [Decreto per la ricostruzione del Reich], del 14 febbraio, il processo fu completato. Nascevano insieme il Terzo Reich e il Führerstaat. Dal punto di vista istituzionale, con il decreto del 1934, il vecchio consiglio federale (Bundesrat) venne soppresso e il processo di centralizzazione dello Stato tedesco si realizzò a pieno, con l'abolizione delle residue autonomie locali (scioglimento dei Parlamenti dei Länder, nomina al loro posto dei governatori del Reich, abolizione dell'elettività dei sindaci).

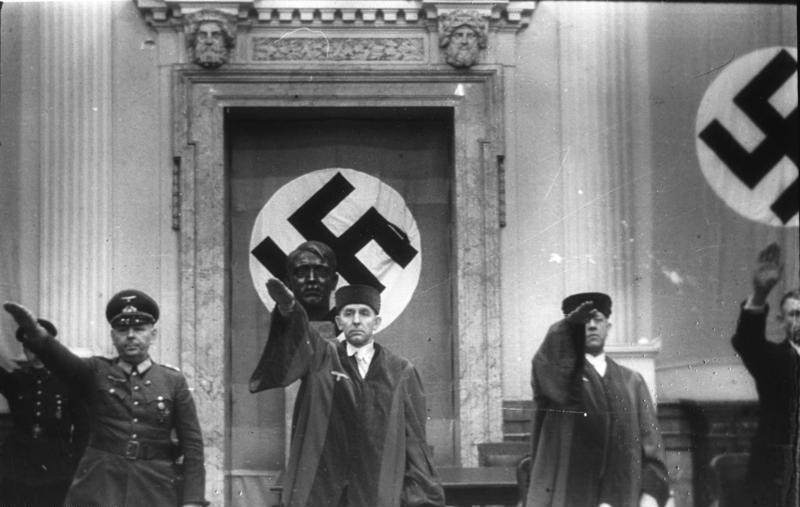
Una seduta del Tribunale del Popolo, durante il processo contro i cospiratori del complotto del 20 luglio 1944. Da sinistra: il Generale Hermann Reinecke; Roland Freisler, presidente del tribunale; Ernst Lautz, procuratore capo

Nel 1934 (24 aprile), forse a seguito dell'insoddisfazione di Hitler per l'esito del processo per l'incendio al Reichstag, che aveva sconfessato il presunto complotto comunista, fu istituito il Tribunale del Popolo (Volksgerichtshof), nell'ambito della legge sul processo penale (Gesetz zur Änderung von Vorschriften des Strafrechts und des Strafverfahrens).
La sua competenza riguardava i delitti di alto tradimento e di tradimento della patria, nonché di attentato contro i vertici istituzionali del Reich, e più in generale, tutti i reati politici.
Nel dibattimento di fronte al tribunale gli imputati non erano assistiti da tutte le garanzie previste per i reati ordinari ed erano giudicati da una corte composta per la maggioranza da esponenti dell'esercito o del Partito (con alcuni giudici); inoltre, gli avvocati erano sottoposti ad un rigido controllo sulla loro fedeltà al regime e quindi minacciati nel loro ruolo di difensori; allo stesso modo il ricorso in appello non era ben visto dalle autorità e quindi, di fatto, ammesso solo se formulato dalla pubblica accusa e se peggiorativo della condanna. Ben presto (nel 1936) il tribunale assunse un carattere permanente (Ordentliches Gericht) e gli furono demandati sempre più ambiti di competenza (ad esempio il reato di sabotaggio durante la guerra), mentre la nozione di tradimento venne ampliata anche ai meri atti di preparazione di eventuali azioni criminose (nell'ottica del Willensstrafrecht, vale dire il e diritto penale dell'intenzione teorizzato dai giuristi nazisti). Tra il 1937 e il 1944, il tribunale comminò un numero di condanne a morte pari a circa cinquemila.
In generale, fu l'intero sistema giudiziario tedesco del primo dopoguerra a essere radicalmente compresso: la possibilità di appello fu ridotta, la giurisdizione amministrativa fu quasi interamente cancellata, con la pressoché totale eliminazione di qualsiasi diritto soggettivo nei confronti dell'autorità statale; anche se fu istituito nel 1947 il Tribunale amministrativo del Reich (Reichsverwaltungsgericht) che, però, non avrebbe mai acquistato alcuna reale rilevanza istituzionale. Nonostante tutto ciò, importanti aree del diritto tedesco rimasero apparentemente immutate e continuarono a funzionare "normalmente" (ad esempio il vasto campo del diritto civile), mentre si preservava un'idea di Rechtsstaat ("Stato di diritto") in formale continuità con il passato. Ciò anche per motivi pratici: il regime aveva tutto l'interesse - almeno all'inizio della sua esperienza - a conservare un'apparenza di normalità, soprattutto per ottenere l'appoggio delle élite economiche borghesi e degli alti esponenti degli apparati pubblici, che non erano certo stati favorevoli alla Repubblica di Weimar, ma avrebbero potuto essere allontanati ove si fosse instaurato un clima di arbitrio giuridico troppo evidente.
Però, man mano che il nazismo acquistava sicurezza, anche il confine tra "normalità" ed "eccezione" si attenuò e non rimase, in effetti, campo giuridico (neanche nel diritto privato) in cui le richieste della nazificazione non fossero accolte, sia pure in gradi e dimensioni diversi (si pensi alle leggi sul matrimonio, sulla famiglia e sul diritto ereditario oggetto via via di una speciale attenzione da parte del regime).
La caratteristica del sistema, comunque, rimase quella di affiancare, da subito, allo "Stato normativo" - lo Stato cioè delle istituzioni legali preesistenti, sempre più indebolito - la base di un secondo Stato, lo "Stato discrezionale", che funzionava ponendo l'arbitrio e la violenza al di là di ogni norma e garanzia.
Ma i due piani - quello della legge formale e quello dell'ingiustizia istituzionalmente praticata - risentirono anche di altri fattori: la pluralità di legislatori all'opera negli anni Trenta (Hitler stesso e il cancellierato, i ministri, il partito, le SS) e dunque un'enorme quantità di norme affastellate confusamente; la conseguente necessità di interpretare la legislazione caso per caso con un'ampia discrezionalità - altro fattore importante - in capo agli amministratori pubblici e ai giudici, che non si attenevano strettamente al dettame legislativo (come pure sarebbe stato sostenuto dopo, in senso giustificazionista).
L'interpretazione dei giudici doveva essere improntata all'ideologia espressa dal programma del Partito e dalla volontà ultima di Hitler (Führerprinzip), che diventarono di fatto la fonte più importante del diritto. Alla base vi fu il riconoscimento della funzione eminentemente politica de diritto penale, che fu usato per creare un sistema di controllo oppressivo e del terrore, in cui gli strumenti tradizionali (il diritto e i tribunali ordinari) e erano affiancati da norme eccezionali, da poteri speciali delegati alla polizia giudiziaria, al partito e alle SS, alla giustizia militare (Wehrmachtjustiz), ai tribunali speciali, soprattutto nei territori dell'Est conquistati nel corso della seconda guerra mondiale. In pratica, si verificò l'eliminazione delle garanzie del giusto processo. Il principio di legalità, infine, fu semplicemente abolito (1944). Il sistema giuridico che ne risultò fu, dunque, un complesso organismo formato dal potere giudiziario e burocratico e dall'attività legislativa nazista, uniti in un insieme inscindibile. I due piani si confusero vieppiù fino a essere indistinguibili nella pianificazione dello sterminio degli ebrei.

## Diritto del lavoro

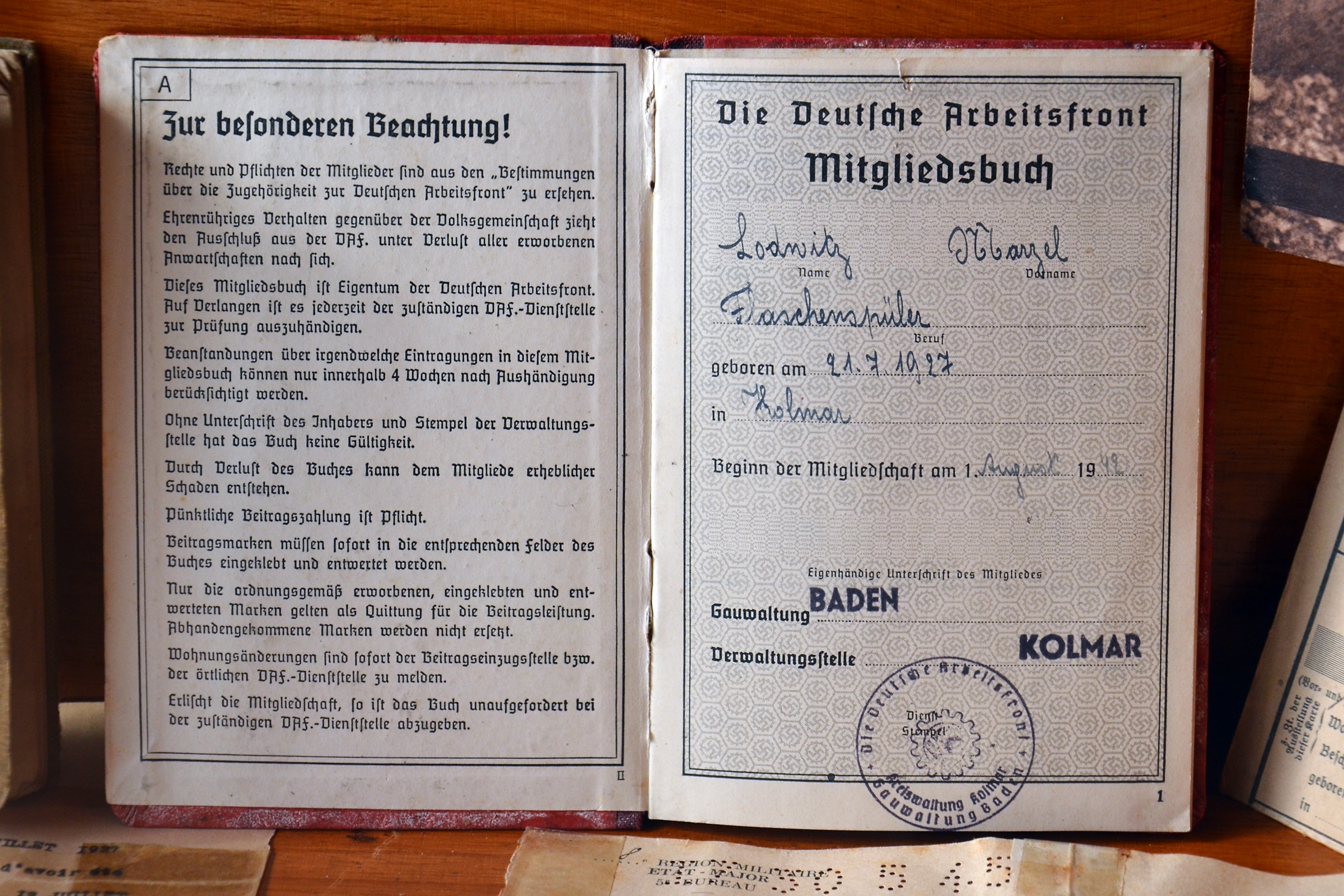
Tessera d'iscrizione al Fronte tedesco del lavoro (esposta al Großunterstandsmuseum di Hatten)

Sul piano sociale ed economico, dopo l'eliminazione dei sindacati, l'istituzione del Fronte tedesco del lavoro (Deutsche Arbeitsfront) e l'abrogazione della contrattazione privata, fu elaborato nel 1934 un nuovo diritto del lavoro. La legge sull'organizzazione del lavoro nazionale, modellata sull'italiana Carta del Lavoro del 1927, dichiarò illegali gli scioperi, congelò i salari e abolì la libertà di scelta del lavoratore in particolare nelle fasi della futura emergenza bellica, costruendo infine una comunità di intenti tra datori di lavoro e lavoratori che si sarebbe risolta ovviamente a tutto svantaggio di questi ultimi.
Il nazismo si occupo in modo propagandistico di realizzare (o perfezionare) alcuni elementi tipici del welfare state novecentesco, ma volgendoli in chiave autoritaria: furono introdotti così ad esempio alcuni miglioramenti (come quello relativo alle assicurazioni contro gli infortuni), anche se ben presto molti benefici furono smantellati per far fronte alle spese di guerra. Prima e, soprattutto, durante la guerra lo Stato sarebbe intervenuto in misura massiccia sull'economia, non solo determinando i prezzi delle merci, ma coordinandosi in un modello integrato di dirigismo economico con l'industria nazionale interessata dall'impegno bellico.

## La legislazione anti-ebraica

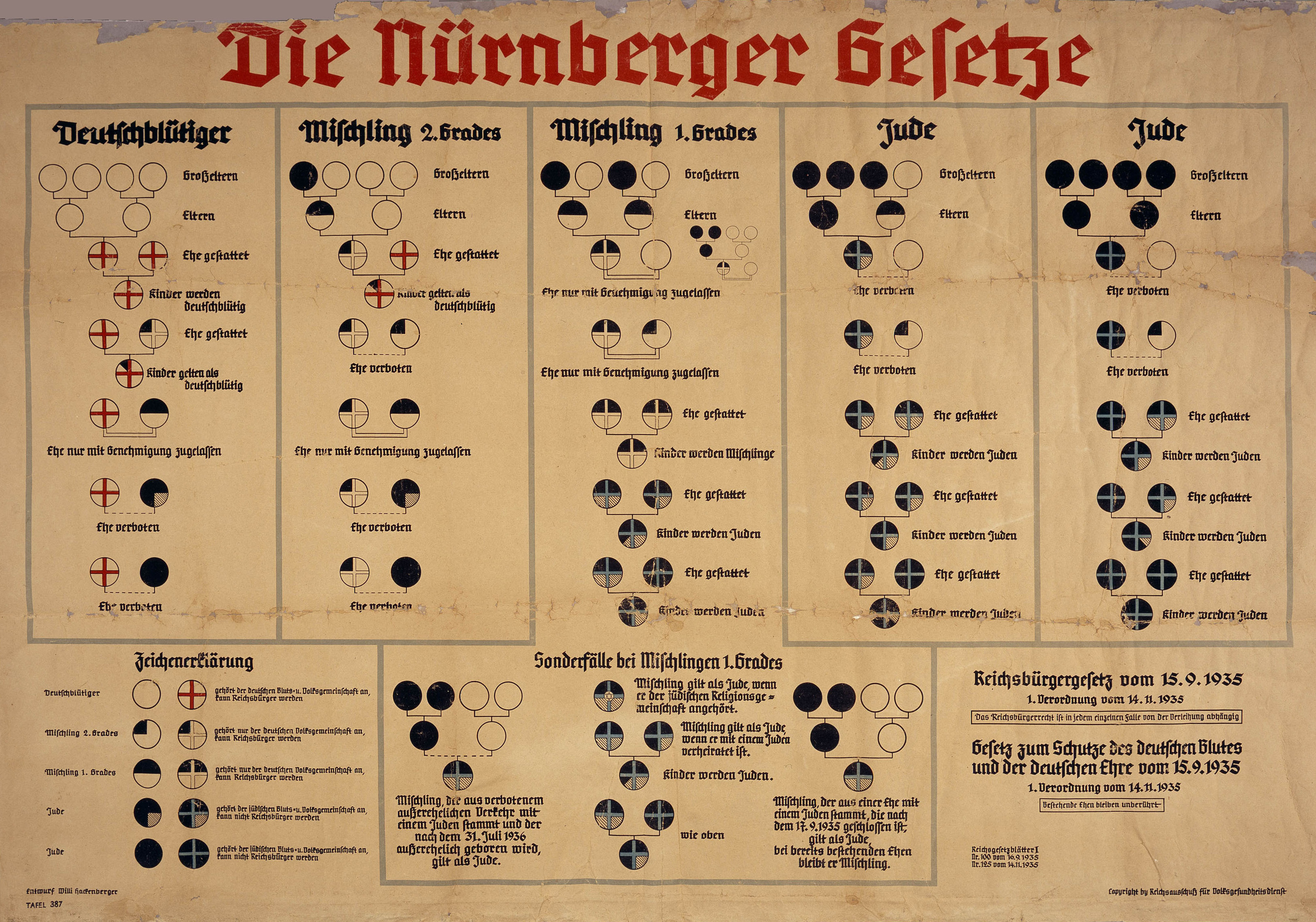
Tavola illustrata del Blutschutzgesetz (1935)

Le leggi di Norimberga (1935) privarono gli ebrei della cittadinanza e proibirono i matrimoni misti. Così come era avvenuto pochi anni prima (1933) per la legge sull'eugenetica, che aveva condotto, grazie alle decisioni dei tribunali, alla sterilizzazione di migliaia di presunti "individui mentalmente tarati", la giurisprudenza dei giudici abbandonò i principi della legalità per un'interpretazione delle norme estremamente restrittiva. Apparve evidente l'intenzione sistematica di creare un "ghetto legale" per gli ebrei e i non ariani.

## Giuristi nazisti

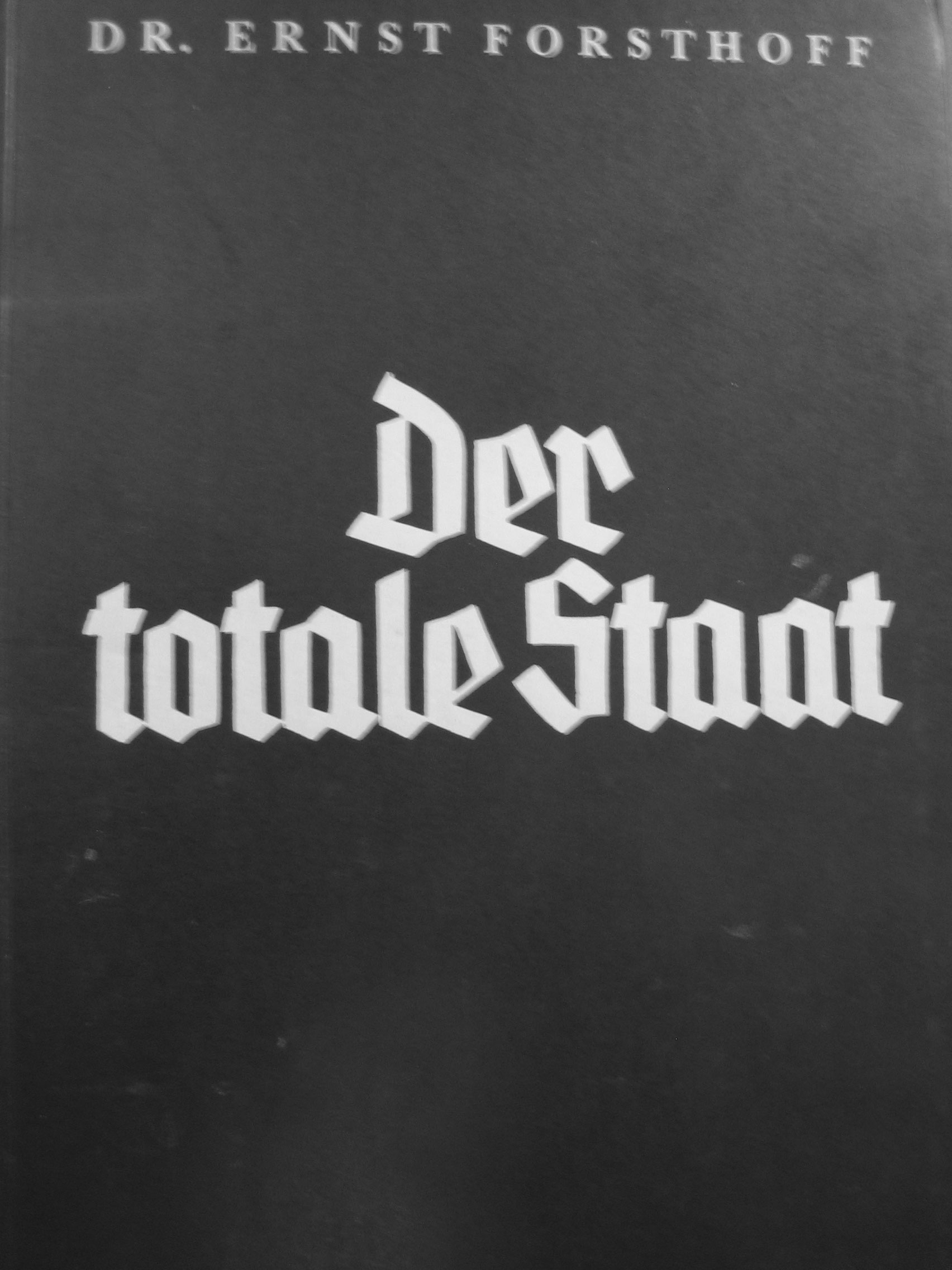
Der totale Staat, Amburgo, Hanseatische Verlagsanstalt, 1934

Negli anni '30 giuristi come Ernst Forsthoff, Carl Schmitt, Karl Larenz, Theodor Maunz e Herbert Krüger, tentarono con i loro scritti di fornire una legittimazione giuridica al regime nazista. Nel suo scritto del 1933 Der totale Staat (Lo Stato totale), ad esempio, Forsthoff difendeva il Führerprinzip, definito come potere di comando esclusivo e illimitato su tutti i soggetti dello Stato.